# Colobothea securifera
Colobothea securifera är en skalbaggsart som beskrevs av Bates 1865. Colobothea securifera ingår i släktet Colobothea och familjen långhorningar. Inga underarter finns listade i Catalogue of Life.